# Darye

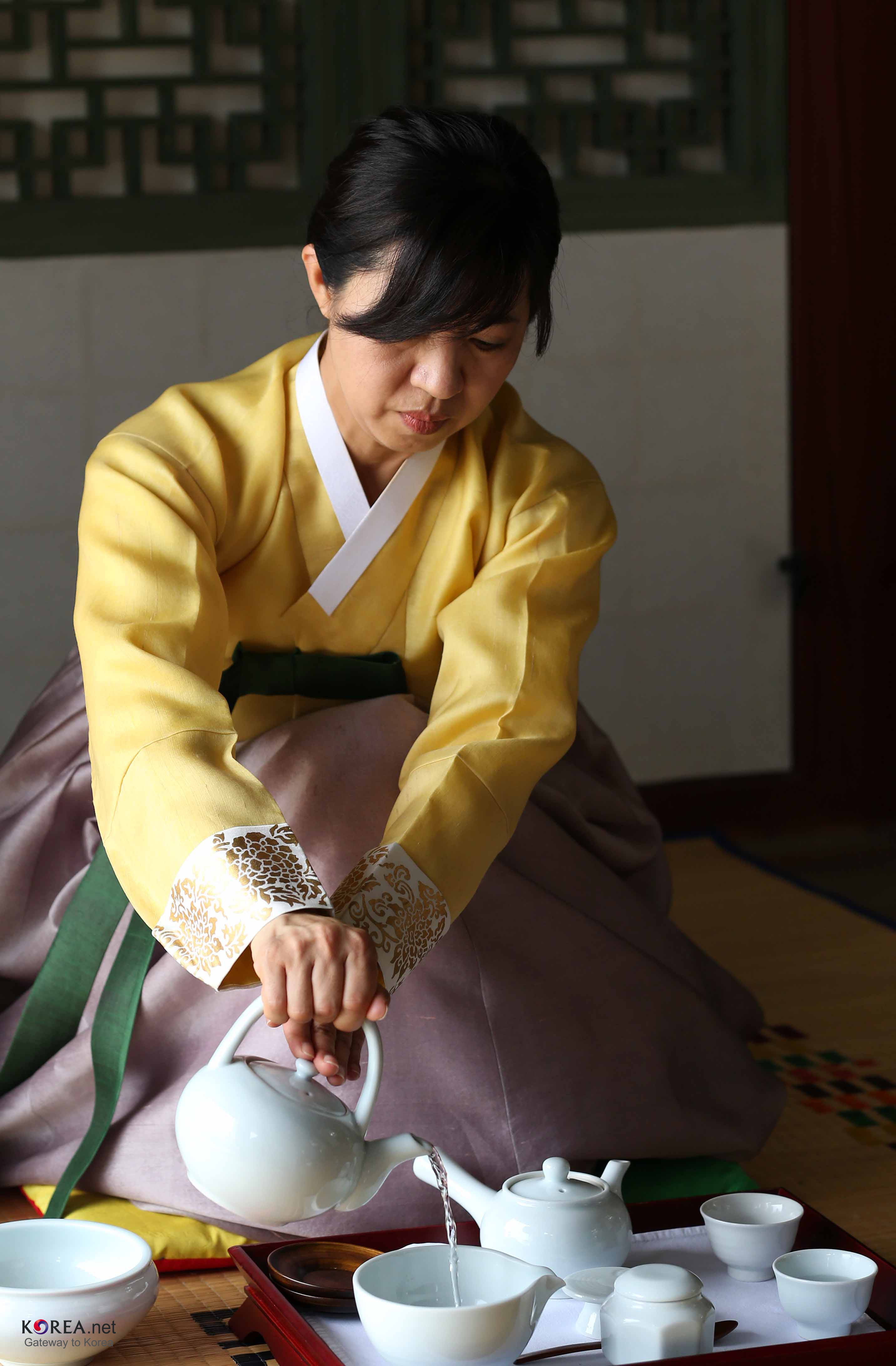
Darye.

Il Darye (다례?) è una forma tradizionale di cerimonia del tè che viene praticata in Corea. Lo scopo di questa cerimonia è quello di rendere l'offerta e il consumo della bevanda più formale; prevede delle azioni e dei movimenti che sono rigidamente codificati e devono essere correttamente eseguiti affinché la meditazione abbia effetti benefici.

## Storia
L'usanza di bere tè in Corea sembra essere stata introdotta intorno al VII secolo d.C. ad opera di un ambasciatore di ritorno dalla Dinastia Tang. 
Inizi di sviluppo ed utilizzo di questo tipo di cerimonia, secondo alcuni antichi testi coreani, sembrano risalire all'era dei hwarang del Regno di Silla. Sembra che in tempi antichi ci fossero diversi tipi di cerimonia del tè:
- cerimonia del tè del palazzo reale o cerimonia del tè del giorno
- cerimonia del tè buddista
- cerimonia del tè confuciana

È caduta in disuso nella quotidianità, ma nel XXI secolo è tornata in auge grazie anche al desiderio di attirare turismo internazionale.

## Cerimonia

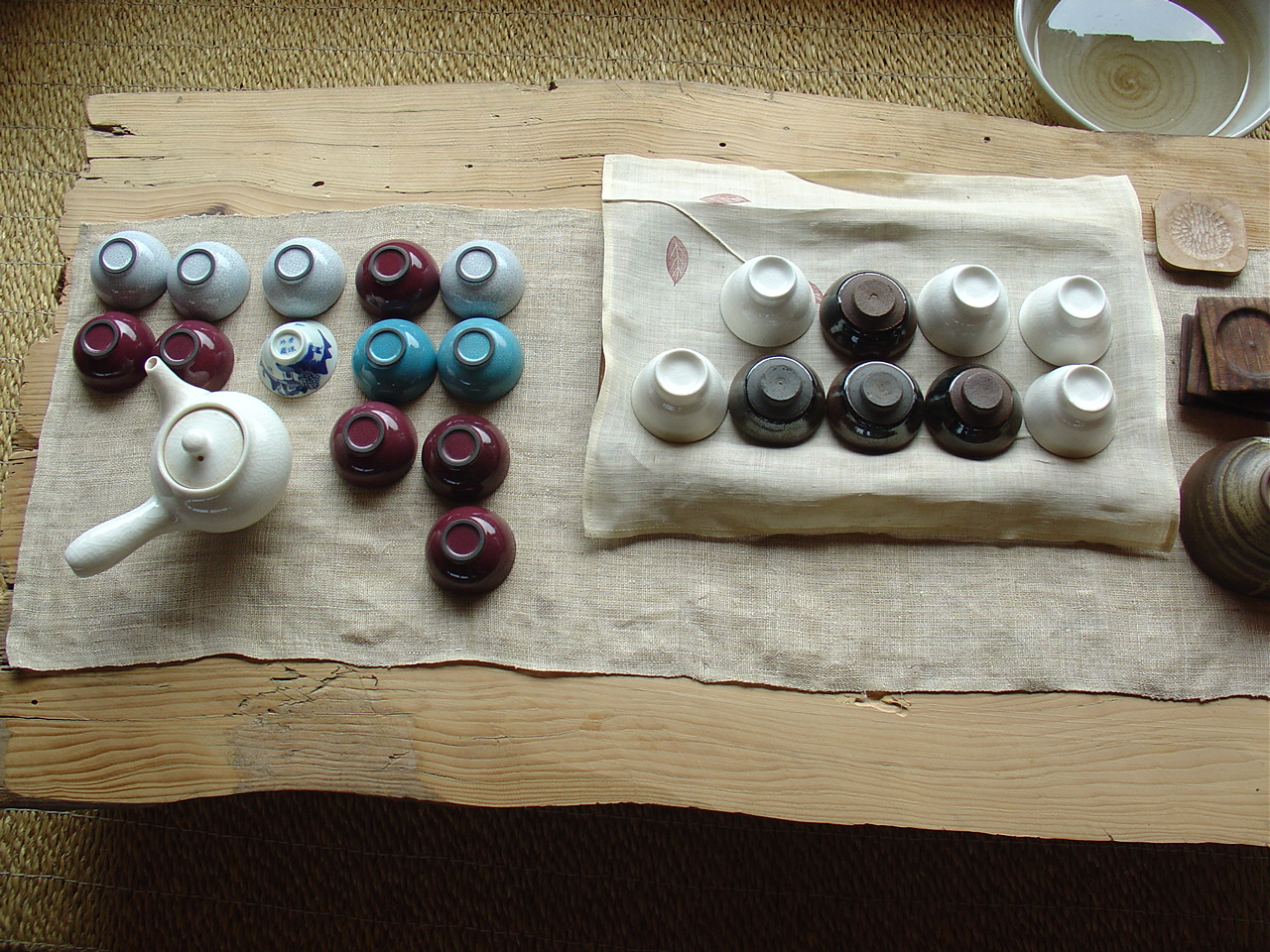
Ceramiche per il tè.

Essendo di origini buddiste e parte integrante della "Via del tè", ovvero un percorso di meditazione in armonia con la natura, fondamentale per la preparazione è trovarsi in uno stato di pace.
A livello pratico si utilizzano, solitamente, dei set da tè, composti da delle tazze con rispettivi piattini, una teiera tradizionale, un recipiente in cui è versata l'acqua che servirà a scaldare teiera e tazze per la preparazione e una ciotola piccola in cui si versa l'acqua per farla raffreddare. Una persona presiede la cerimonia, preparando e servendo il tè agli invitati.
Si inizia preparando una prima quantità di acqua calda e versandola nella ciotola più grande, che sarà successivamente versata nelle tazze e nella teiera per scaldarle. Appena il tè sarà pronto quest'acqua sarà versata nella ciotola più piccola, contenente l'acqua di scarto.
Una seconda quantità di acqua sarà lasciata rifreddare leggermente, la temperatura e la quantità dell'acqua varieranno in base alla varietà di tè utilizzata. Viene posto il tè nella teiera e successivamente viene versata l'acqua alla temperatura voluta. Il tè viene versato direttamente nelle tazze, muovendosi avanti e indietro, in modo da distribuirlo equamente e non versare in una sola tazza il tè più forte che si trova sul fondo della teiera.
Gli invitati alla cerimonia, solitamente, bevono il tè prendendo la tazza con entrambe le mani, osservandone in primo luogo il colore e il profumo, assaggiandolo con la lingua e infine assaporando il retrogusto che lascia in bocca.
Con le stesse foglie utilizzate per la prima infusione se ne può realizzare una seconda, con acqua leggermente meno calda, procedendo esattamente allo stesso modo. Le infusioni possono essere varie, in base alla varietà delle foglie utilizzate. Dopo la prima tazza possono essere offerti dei dolci, prima di proseguire con le successive infusioni.

## Tè tradizionali
Uno dei tè tradizionali nella cultura coreana è il yujacha, preparato con marmellata di limoni. Si crede che abbia effetti benefici come quello di alleviare i problemi di stomaco ed il suo alto contenuto in vitamina C può aiutare a calmare i mal di testa e le infiammazioni.
Un altro tè della tradizione è il ssanghwacha, che veniva consumato sia la mattina che la sera durante la dinastia Joseon.